# Lotta per vivere
Lotta per vivere è una raccolta della hardcore punk band milanese Wretched, pubblicata nel 1996.

## Tracce
1. Schiavo del sistema
2. Promesse
3. Fino in fondo
4. Se ne fregano
5. Il loro stato
6. Usa la tua rabbia
7. Mai arrendersi
8. Questa è la mia vita
9. Finirà mai?
10. Senza fine
11. Nelle loro mani
12. Come un cappio
13. Troppo facile
14. Finirà mai?
15. Non ingannarti
16. Devi riuscire
17. Prova a guardare
18. Virus 15/5/84
19. Combatti
20. Disperato ma vivo
21. Nessun valore
22. Mai arrendersi
23. Tradizione e Gerarchia
24. Quale domani, quale futuro
25. Uniti sempre
26. Dentro te
27. Spero venga la guerra
28. Senti il richiamo
29. Sezionati vivi
30. Verso il tuo orizzonte
31. Angosce
32. Vivere nell'incubo
33. La tua morte non aspetta
34. In controluce
35. Libero e selvaggio
36. La logica del potere
37. Schiavo del sistema
38. Non posso sopportare
39. Se ne fregano
40. In nome del loro potere
41. Ribelle per moda
42. Lotta per vivere
43. Democrazia
44. Usa la tua rabbia